# Pierre Puget

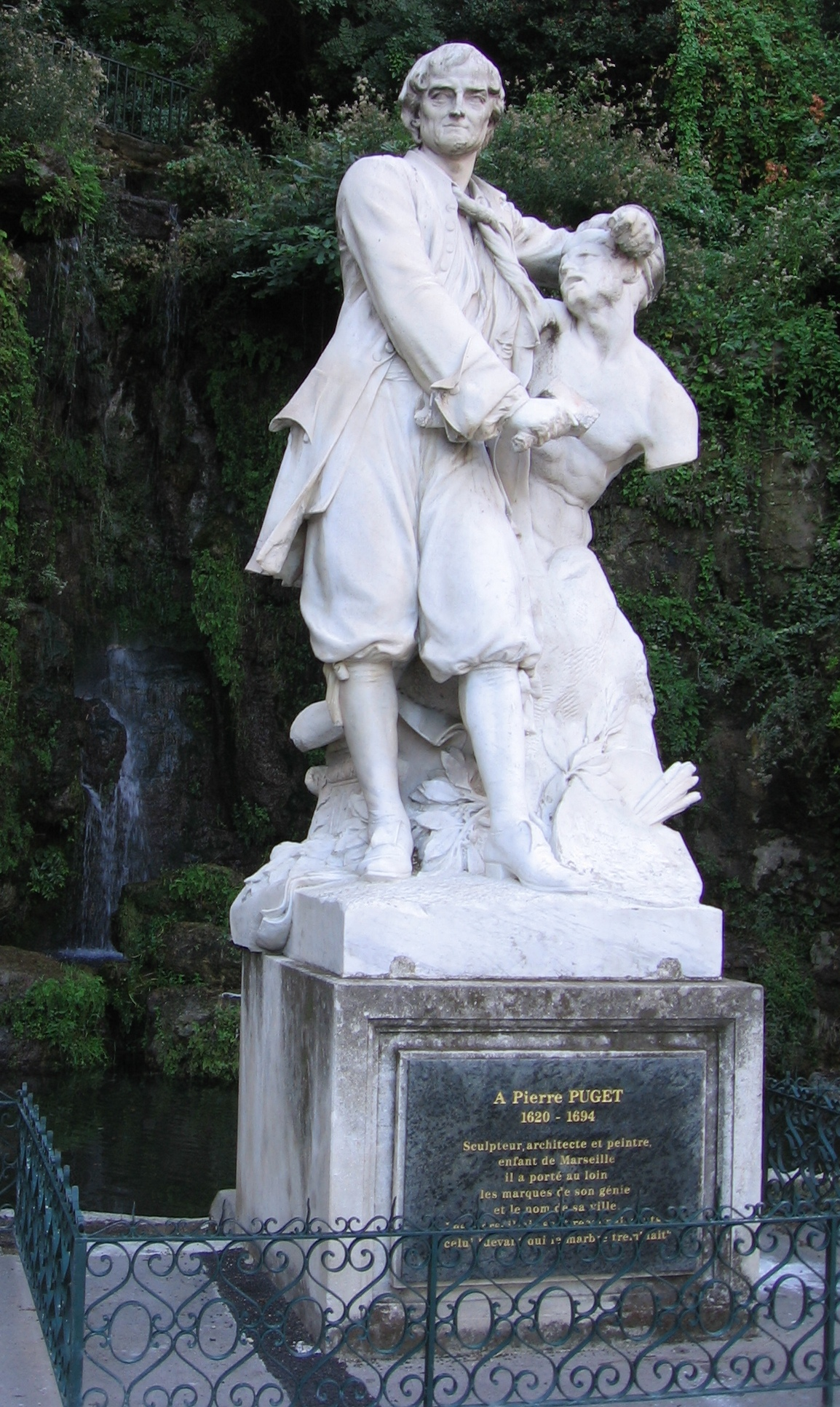
Denkmal für Pierre Puget in Marseille

Pierre Puget (* 16. Oktober 1620 in Marseille; † 2. Dezember 1694 ebenda) war ein französischer Maler (unter anderem Marinemaler), Bildhauer und Architekt des Barocks.

## Leben
Er war 1640 bis 1643 in Florenz und Rom, wo er sich bei Pietro da Cortona auch der Malerei widmete. Er war an der Ausmalung des Palazzo Pitti beteiligt, kehrte aber bald darauf nach Frankreich zurück. Er ging nach Toulon und Marseille, war offizieller Maler beider Städte und malte in den 1650er Jahren zahlreiche Altarbilder für Kirchen in Südfrankreich. Danach ging er nochmals nach Rom und 1661 bis 1668 und 1670 nach Genua, wo er auch seinen Sohn Francois bei dem mit ihm befreundeten Giovanni Battista Castiglione ausbilden ließ. In dieser Zeit gewann die Malweise von Anthony van Dyck und Guido Reni auf ihn Einfluss. 1669 ging er wieder nach Toulon, wo er Direktor der Schiffsverzierungen auf der königlichen Werft wurde. 1679 verließ er die Werft und verlegte sich vor allem auf Landschaftszeichnungen und mythologischen Themen (Achill und der Kentar Chiron, um 1685, Marseille, Musée des Beaux-Arts). Zuletzt war er von  Claude Lorrain und Gaspard Dughet beeinflusst. Er starb 1694 in Marseille.

## Werk
Seine künstlerische Bedeutung liegt in seinen plastischen Werken, welche in der Bewegung kühn und leidenschaftlich, aber durchaus malerisch angelegt und in der Art von Bernini behandelt sind. Seine Hauptwerke, die Gruppen Milon mit dem Löwen kämpfend und Perseus befreit die Andromeda sowie Der ruhende Herkules und das Hochrelief Alexander und Diogenes, befinden sich im Louvre zu Paris. Zu seinen bekanntesten Werken zählen auch die Atlanten unter dem Ehrenbalkon des alten Rathauses von Toulon. Obwohl er einer der führenden Bildhauer seiner Zeit in Frankreich war und wie kein anderer französischer Maler der Zeit Ludwigs XIV. vom römischen Hochbarock beeinflusst war, blieb er in Paris isoliert.
Er wirkte zeitlebens auch als Maler und ist unter anderem für Marinebilder und -zeichnungen bekannt, teilweise im Auftrag von Colbert angefertigt.
Des Weiteren war Puget vor allem in seiner Heimatstadt Marseille als Architekt tätig. 1666 errichtete er ein neues Gebäude für den Fischmarkt der Stadt, die – 1987 in ihrer ursprünglichen Form wiederhergestellte – Halle Puget. Erst nach Pugets Tod wurde die Vieille Charité, das Armenhospiz von Marseille, fertiggestellt.

## Galerie

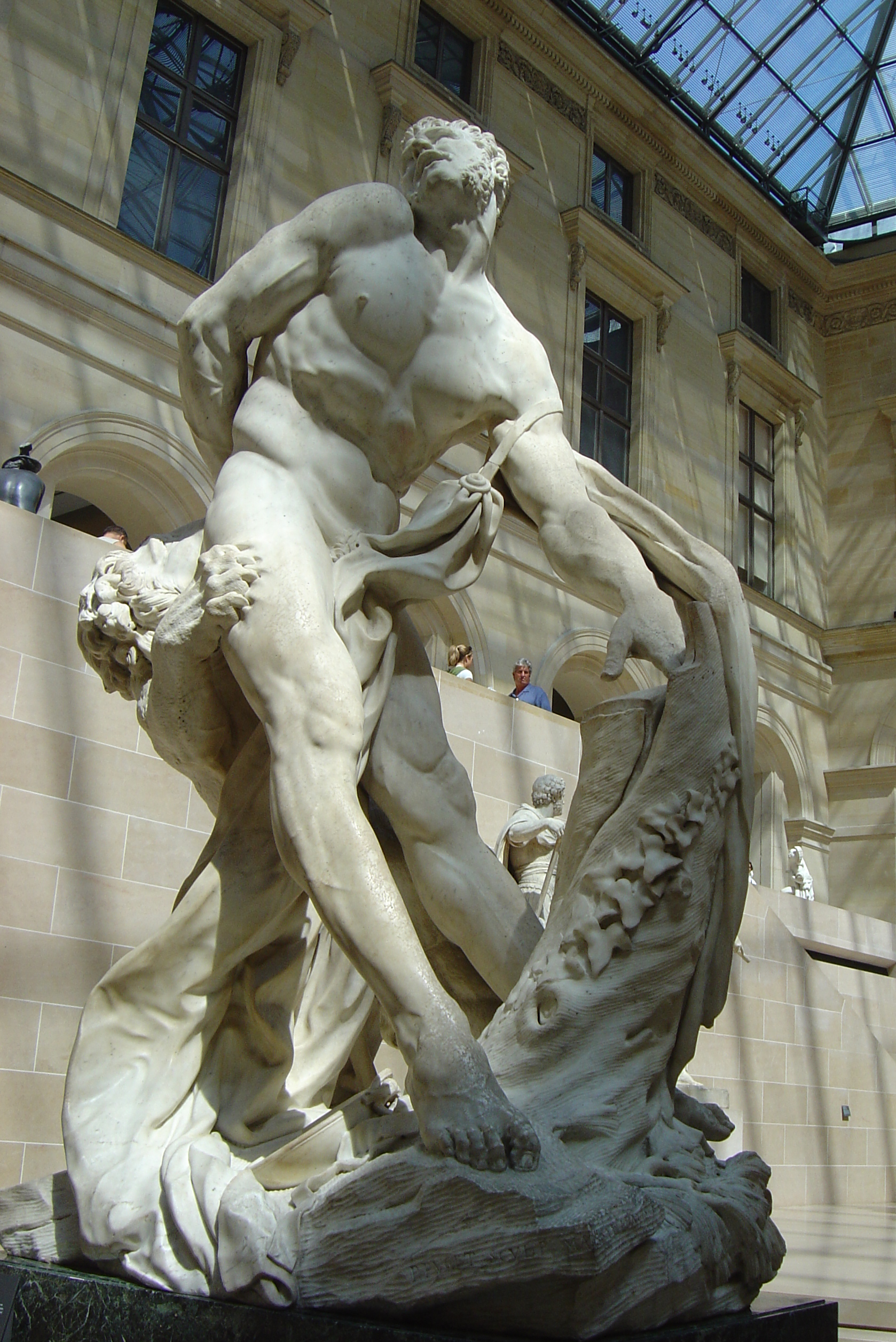
Milon von Kroton ein griechischer Ringkämpfer
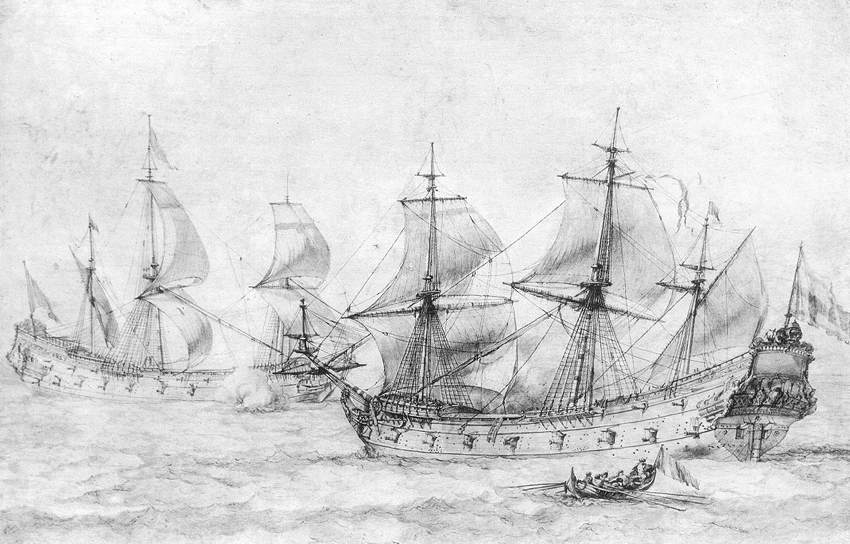
Zwei Kriegsschiffe, um 1674, Musée Bonnat, Bayonne
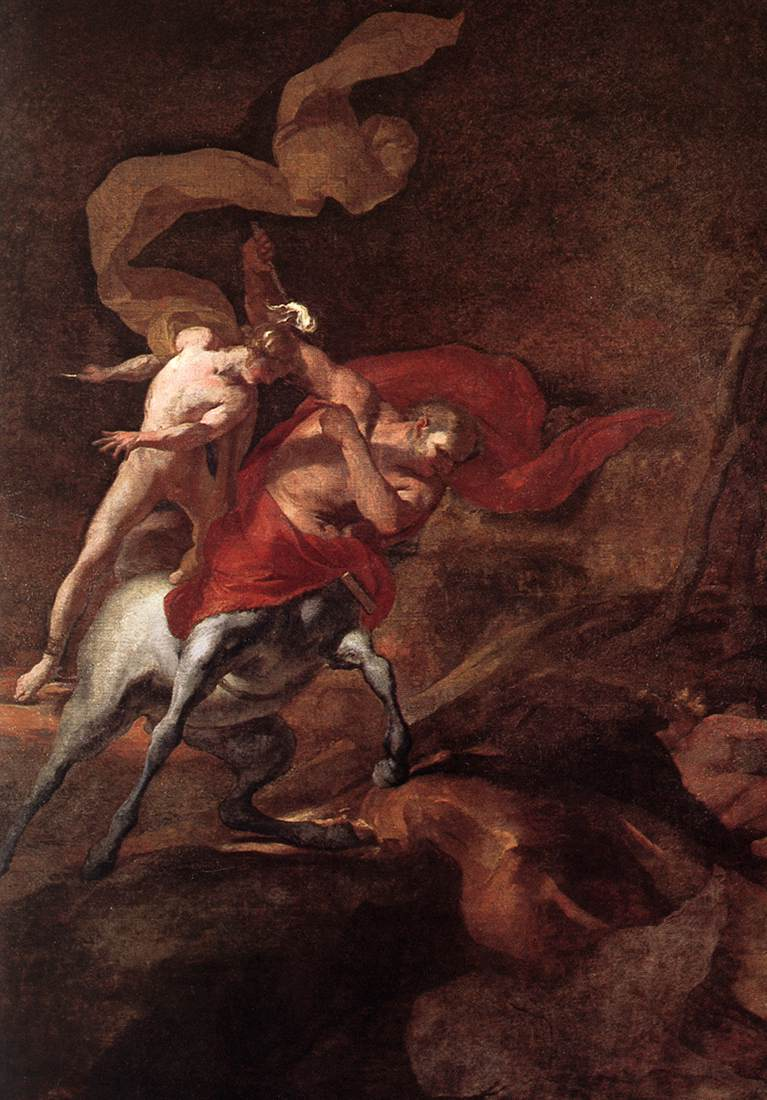
Achille und Chiron, um 1690, Marseille, Musée des Beaux-Arts
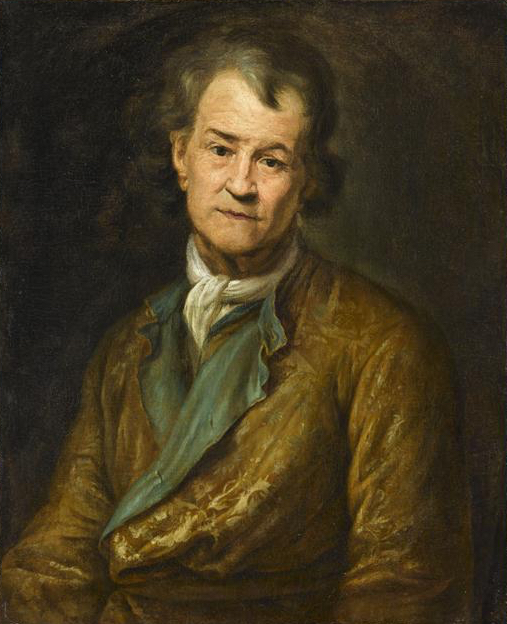
Pierre Puget (gemalt von seinem Sohn François, Ölbildnis, Louvre)
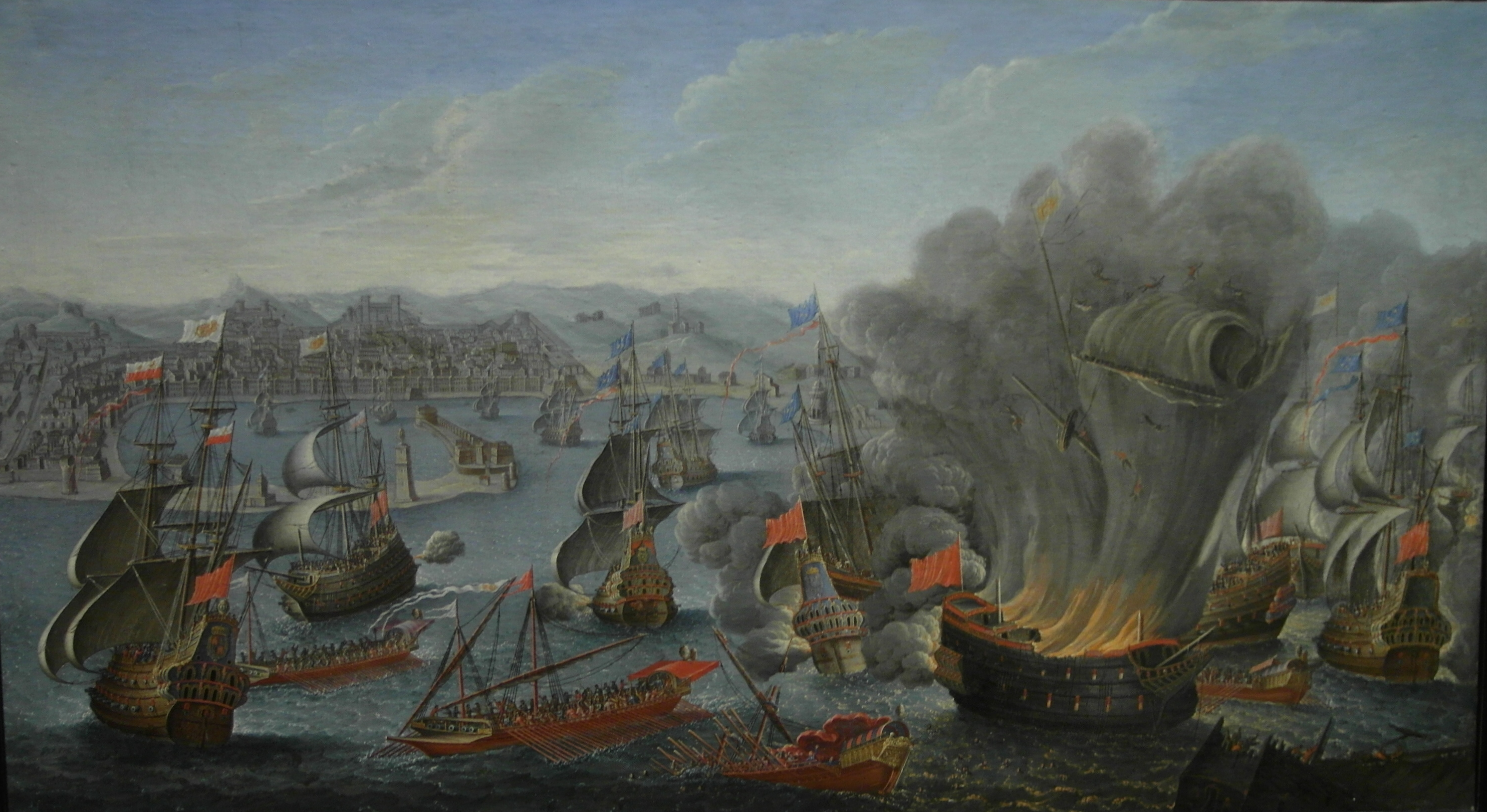
Seeschlacht vor Palermo 1676
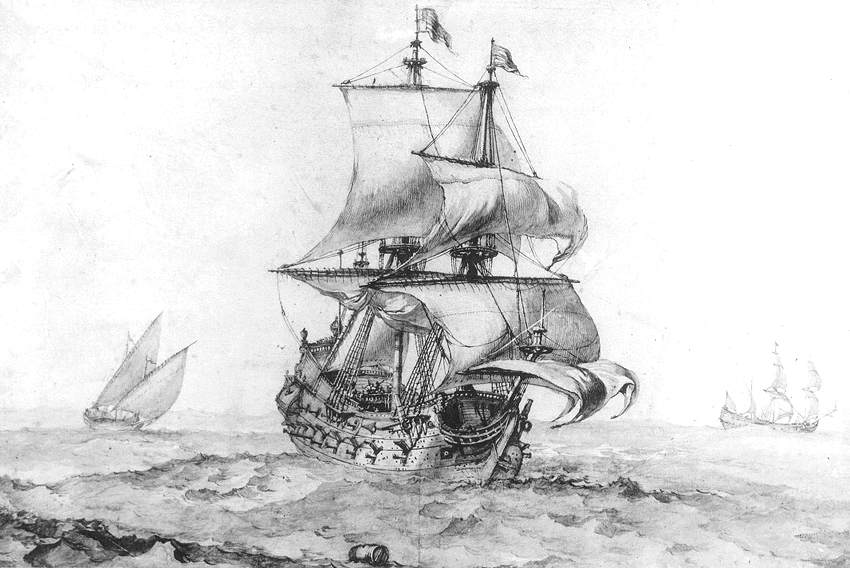
Kriegsschiff, 1670er Jahre, Musée Bonnat, Bayonne
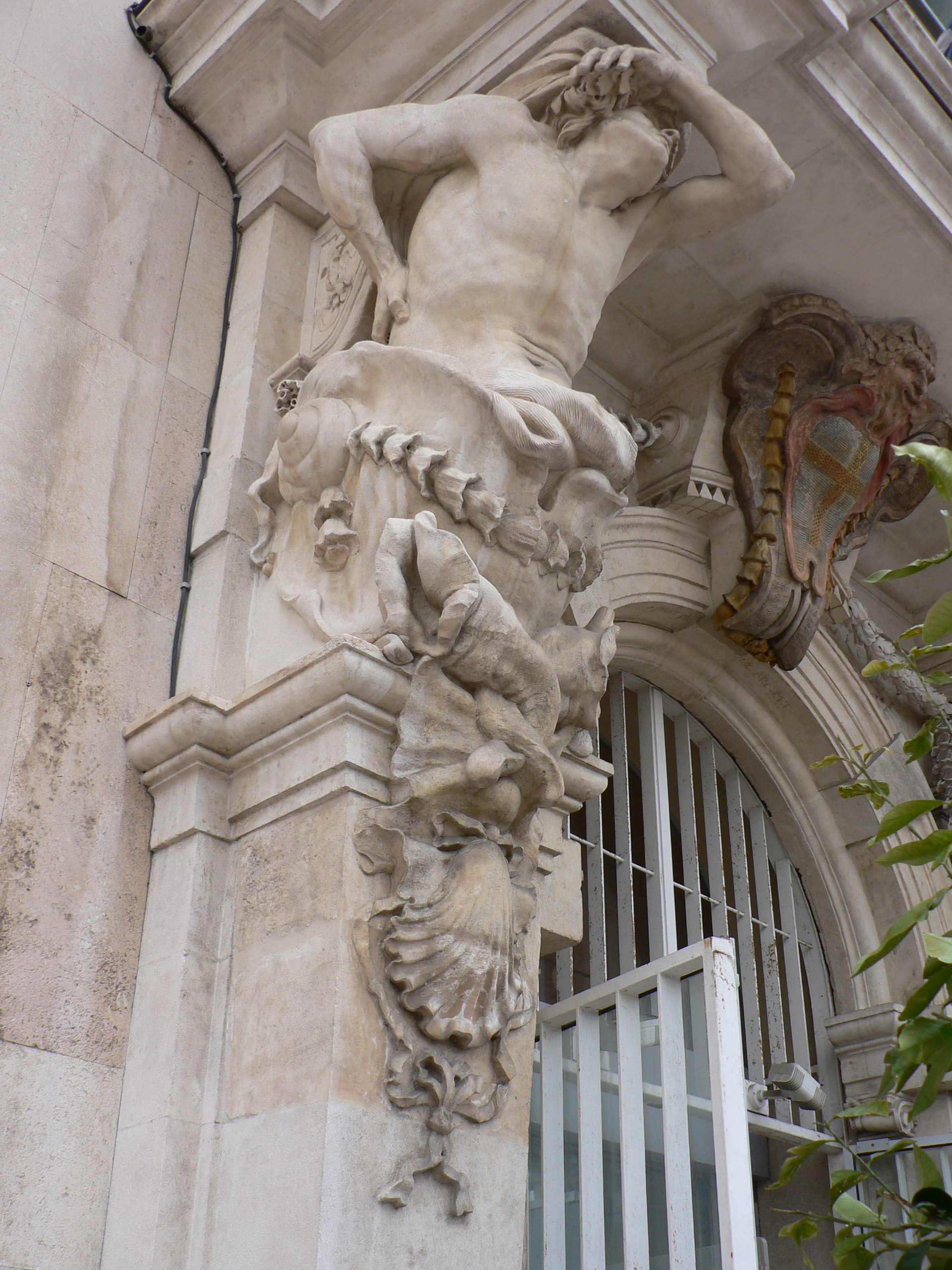
Toulon, Rathaus, Atlanten
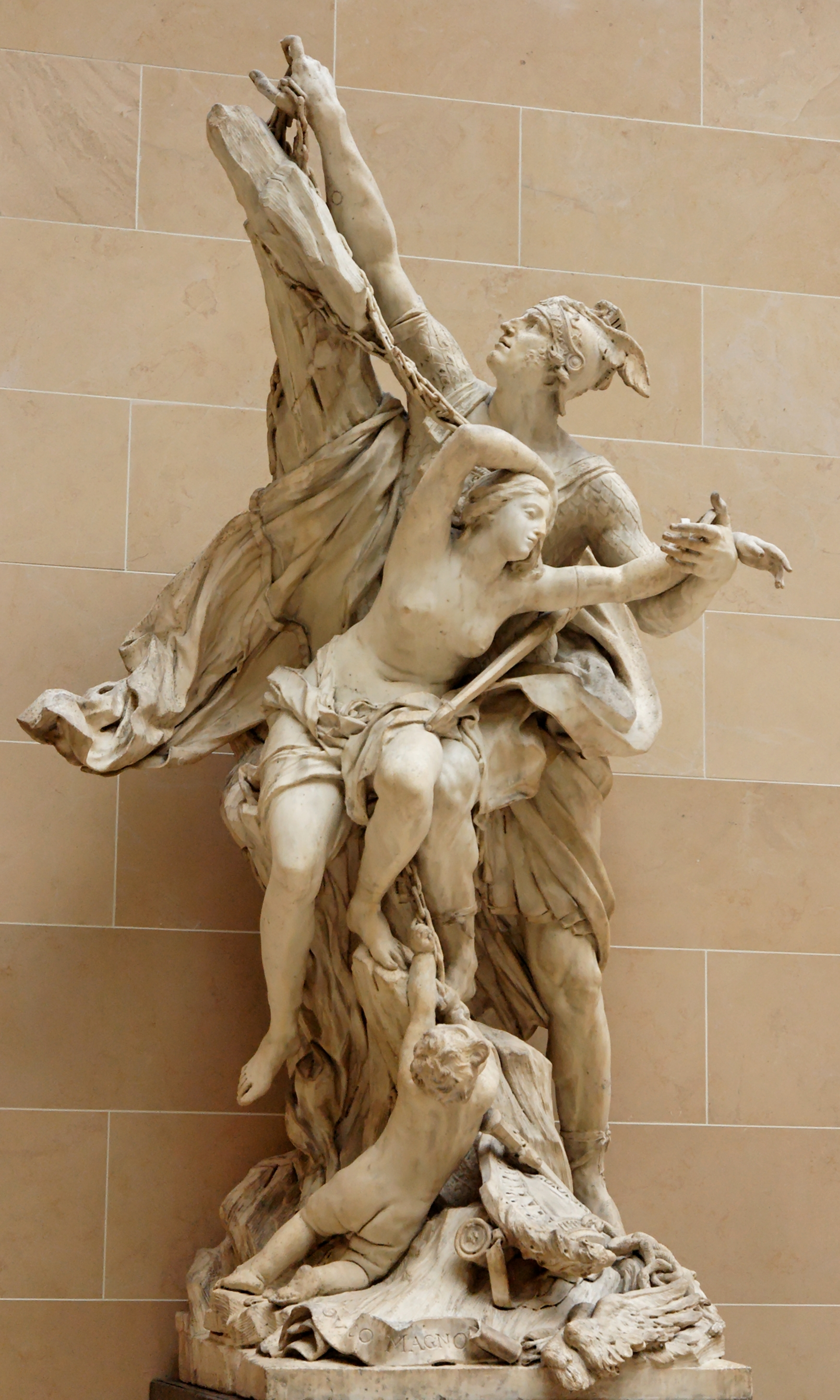
Perseus and Andromeda (Musée du Louvre)
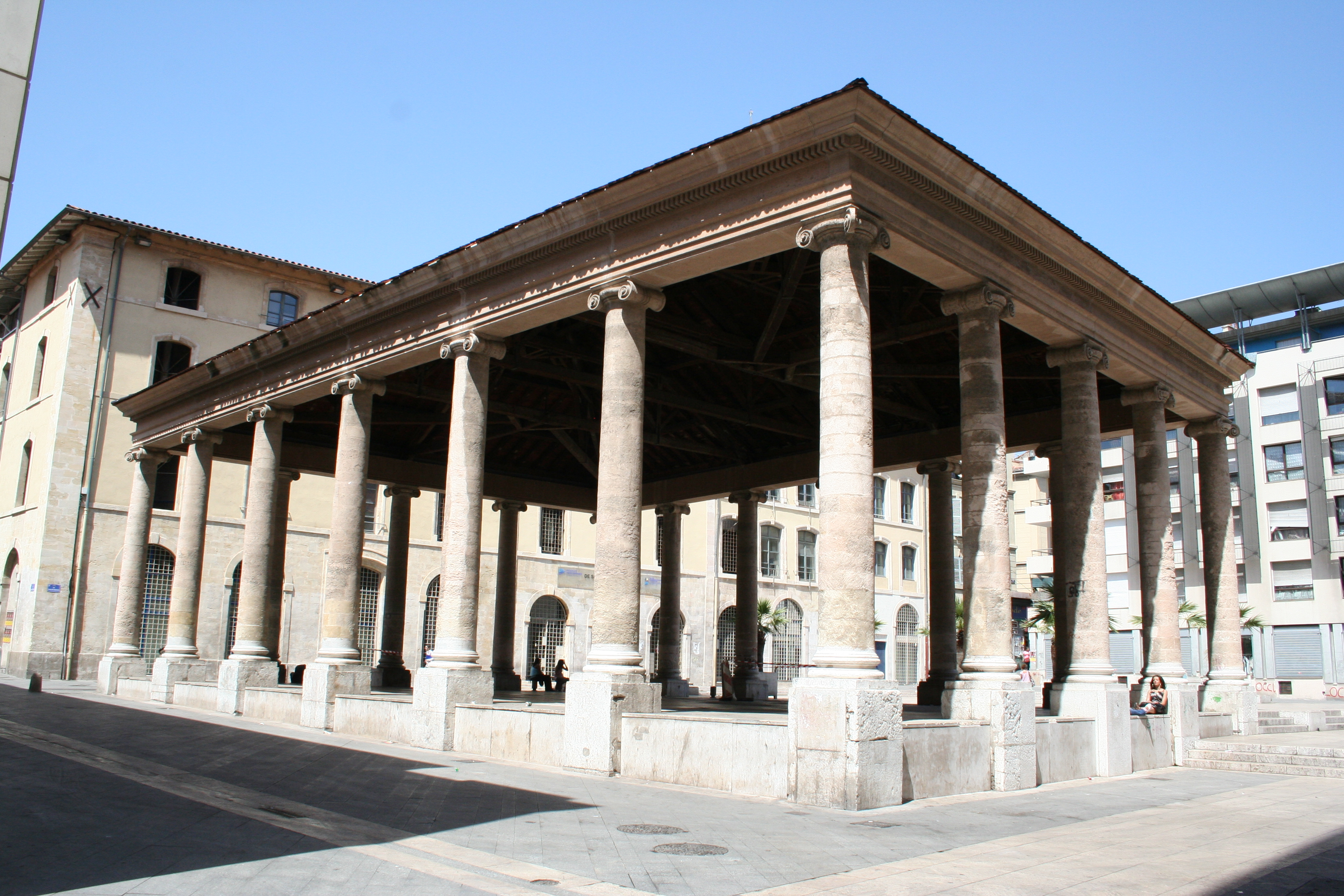
Die Halle Puget in Marseille